# Эйкен, Конрад
Ко́нрад По́ттер Э́йкен (Айкен) (англ. Conrad Potter Aiken; 5 августа 1889, Саванна (Джорджия), США — 17 августа 1973, там же) — американский поэт и прозаик. Член Американской академии искусств и литературы.
Лауреат Пулитцеровской премии (1930) за сборник «Избранные стихи» и Национальной книжной премии (1953) за сборник «Собранные стихи».
Отец писательницы Джоан Эйкен.

## Биография

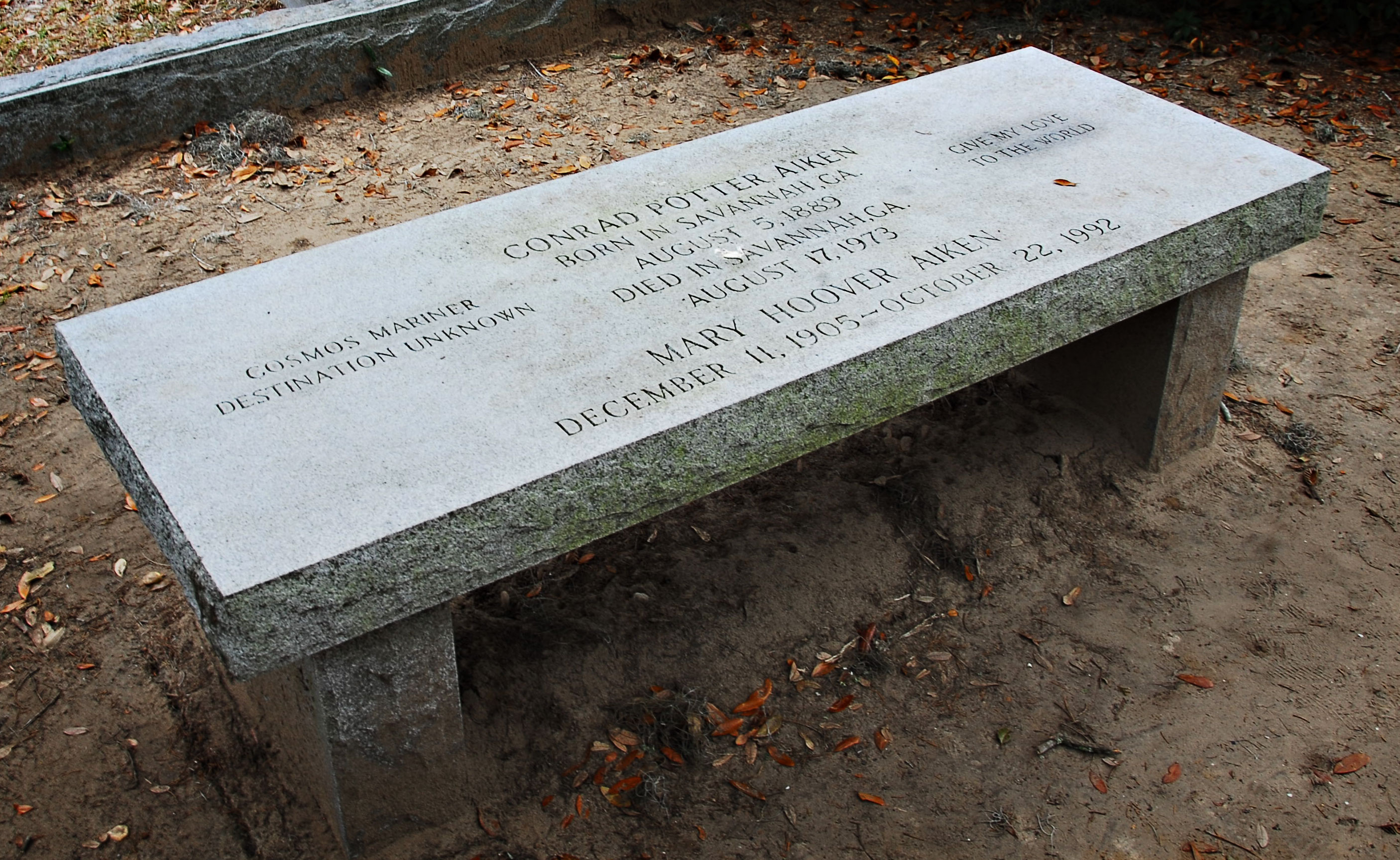
Скамья на могиле Конрада Эйкен

Родился в семье богатого английского нейрохирурга и Анны Портер Айкен, дочери министра. Когда будущему писателю исполнилось 11 лет его отец, в результате психического расстройства, убил свою жену, после чего и сам застрелился.
Впечатления от случившейся трагедии он впоследствии изложил в автобиографическом рассказе «Уэссан: Эссе» (1952). Воспитывался у своей тетки в Массачусетсе. После окончания частной школы поступил в Гарвардский университет, где вместе Т. С. Элиотом редактировал журнал «Адвокат», благодаря чему они подружились и сотрудничали в течение всей жизни.
В 1920—1930-х Айкен путешествовал между Англией и Северной Америке, был трижды женат.

## Творчество
Его первый сборник стихов «Earth Triumphant» был опубликован в 1914 году, и сразу создал ему репутацию талантливого поэта.
Ранняя поэзия Эйкена была написана отчасти под влиянием его любимого учителя, философа Джорджа Сантаяны. Произведения этого периода характеризуются глубокой музыкальностью, философичностью в поисках ответов не только на собственные проблемы, но и вопросы существования современного мира.
Творил под сильным влиянием символизма, что особенно заметно в его ранних работах. В 1930 году стал лауреатом Пулитцеровской премии в категории «Поэзия» за сборник «Избранные стихи». Многие произведения написаны им на психологическую тематику. Его стихотворение «Музыка, что я слышал» было положено на музыку многими композиторами, среди которых Леонард Бернстайн и Генри Коуэлл.
Большинство стихов Айкена отражает повышенный интерес к психоанализу и развитию личности. Поэт изучал учение З. Фрейда, У. Джемса, Эдгара По, французских символистов и других психологов.
На его могиле установлен камень в виде скамьи, на которой высечены слова: «Передаю привет миру» и «Космический путешественник — местонахождение неизвестно».

## Избранные произведения
- Earth Triumphant, 1914, стихи
- The Jig of Forslin. A Symphony, 1916, стихи
- Turns and Movies, 1916, стихи
- Nocturne of Remembered Spring, 1917, стихи
- The Charnel Rose; Senlin. A Biography; and Other Poems, 1918, стихи
- Scepticisms. Notes on Contemporary Poetry, 1919,
- The House of Dust A Symphony, 1920, стихи
- Punch: The Immortal Liar, 1921, стихи
- Priapus and the Pool, 1922, стихи
- The Pilgrimage of Festus, 1923, стихи
- Bring! Bring!, 1925, рассказы
- Blue Voyage, 1927, проза
- Costumes by Eros, 1928, рассказы
- John Deth, 1930, стихи
- The Coming Forth by Day of Osiris Jones, 1931, стихи
- Preludes for Memnon, 1931, стихи
- Great Circle, 1933, проза
- Among the Lost People, 1934, рассказы
- Landscape West of Eden, 1934,стихи
- King Coffin, 1935, проза
- Time in the Rock, 1936, стихи
- A Heart for the Gods of Mexico, 1939, проза
- And in the Human Heart, 1940, стихи
- Conversation; or, Pilgrims' Progress, 1940, проза
- Brownstone Eclogues, 1942, стихи